# جيسيكا جاكلي
جيسيكا إيرين جاكلي (بالإنجليزية: Jessica Jackley)‏ (من مواليد 29 أكتوبر 1977) هي سيدة أعمال أمريكية شاركت في تأسيس كيفا ولاحقًا برو فاوندر [الإنجليزية] وهما منظمتان تعملان على تعزيز التنمية من خلال القروض الصغيرة.

## النشاة
ولتد جاكلي في فرانكلين بارك، بنسلفانيا.  تخرجت من مدرسة نورث أليجيني الثانوية عام 1996. حصلت على درجة البكالوريوس في الفلسفة والعلوم السياسية من جامعة باكنيل عام 2000 ودرجة الماجستير في إدارة الأعمال من كلية الدراسات العليا لإدارة الأعمال في جامعة ستانفورد، مع شهادات في الإدارة العامة والعالمية.[بحاجة لمصدر]

## الحياة المهنية
كانت جاكلي المؤسس المشارك والرئيس التنفيذي لشركة برو فاوندر [الإنجليزية]، وهي منصة توفر أدوات لأصحاب الأعمال الصغيرة في الولايات المتحدة للوصول إلى رأس المال الأولي من خلال التمويل الجماعي والمشاركة المجتمعية.
قبل انضمامها إلى برو فاوندر [الإنجليزية]، كان جاكلي المؤسس المشارك والمدير التنفيذي للتسويق في كيفا، أول موقع إلكتروني للتمويل الأصغر من نظير إلى نظير في العالم.[بحاجة لمصدر] الذي اسسه بريمال شاه. أسست جاكلي ومات فلانري (زوجها السابق الآن) شركة Kiva Microfunds في أكتوبر 2005.
جاكلي هي باحث زائر في مركز جامعة ستانفورد للعمل الخيري والمجتمع المدني، وقام بتدريس ريادة الأعمال العالمية في كلية مارشال للأعمال في جامعة جنوب كاليفورنيا. وهي عضو في مجلس العلاقات الخارجية، وقائدة عالمية شابة في المنتدى الاقتصادي العالمي لعام 2011، وتعمل كعضو مجلس إدارة نشط في العديد من المنظمات التي تدافع عن المرأة والتمويل الأصغر والتكنولوجيا والفنون، بما في ذلك منظمة الفرصة الدولية، والمتحف الدولي للمرأة، ومؤسسة Allowance for Good.[بحاجة لمصدر]
عمل جاكلي في كينيا وتنزانيا وأوغندا مع مؤسسة Village Enterprise ومشروع Baobab. كما أمضت جاكلي ثلاث سنوات في مركز الابتكار الاجتماعي والإدارة العامة بكلية الدراسات العليا لإدارة الأعمال في جامعة ستانفورد، حيث ساعدت في إطلاق المنتدى العالمي للأعمال الخيرية.[بحاجة لمصدر]
جاكلي هي مرشدة في برنامج مسرعة غيرل إيفيكت للأعمال، وهو برنامج تسريع الأعمال لمدة أسبوعين يهدف إلى توسيع نطاق الشركات الناشئة في الأسواق الناشئة التي تتمتع بأفضل وضع للتأثير على ملايين الفتيات اللواتي يقطنن في مناطق الفقر.

## الحياة الشخصية
كانت جاكلي متزوجة في السابق من مات فلانري، المؤسس المشارك لشركة كيفا. تعيش حاليًا في لوس أنجلوس مع زوجها الثاني، الأستاذ المشارك في الكتابة الإبداعية والمؤلف الأكثر الكتب مبيعًا رضا أصلان، وأبنائهما الثلاثة. وهي مسيحية.

## روابط خارجية
- الموقع الرسمي
- Jessica Jackley على موقع تيد
- Jessica Jackley (TED Community member profile)
- "Poverty, money — and love" (TEDGlobal 2010)
- طوب الماء الطيني: استلهام الأفكار من رواد الأعمال الذين يحققون أقصى استفادة بأقل التكاليف